# Белизна (Серпеевский сельсовет)
Не следует путать с другой одноимённой деревней в том же административном районе.
Бели́зна — упразднённая в 1978 году деревня в Дубровском районе Брянской области России.

## География
Располагалась в 1,5 км к югу от деревни Берлевец, на правом берегу реки Белизны.

## История
Возникла в 1-й половине XIX века; бывшее владение Савиных и др.; входила в приход села Нижеровки (с 1856).
Упразднена в 1978 году.

### Административно-территориальная принадлежность
С 1861 до 1924 в Алешинской волости Брянского (с 1921 — Бежицкого) уезда; позднее в Дубровской волости, Дубровском районе (с 1929). Входила в Заустьенский (с 1969 — Серпеевский) сельсовет. Исключена из учётных данных в 1978 году.

## Население
| Годы      | 1866 | 1926 | 1939 |
| --------- | ---- | ---- | ---- |
| Население | 66   | 156  | 109  |